# Jan Nieuwenhuyzen

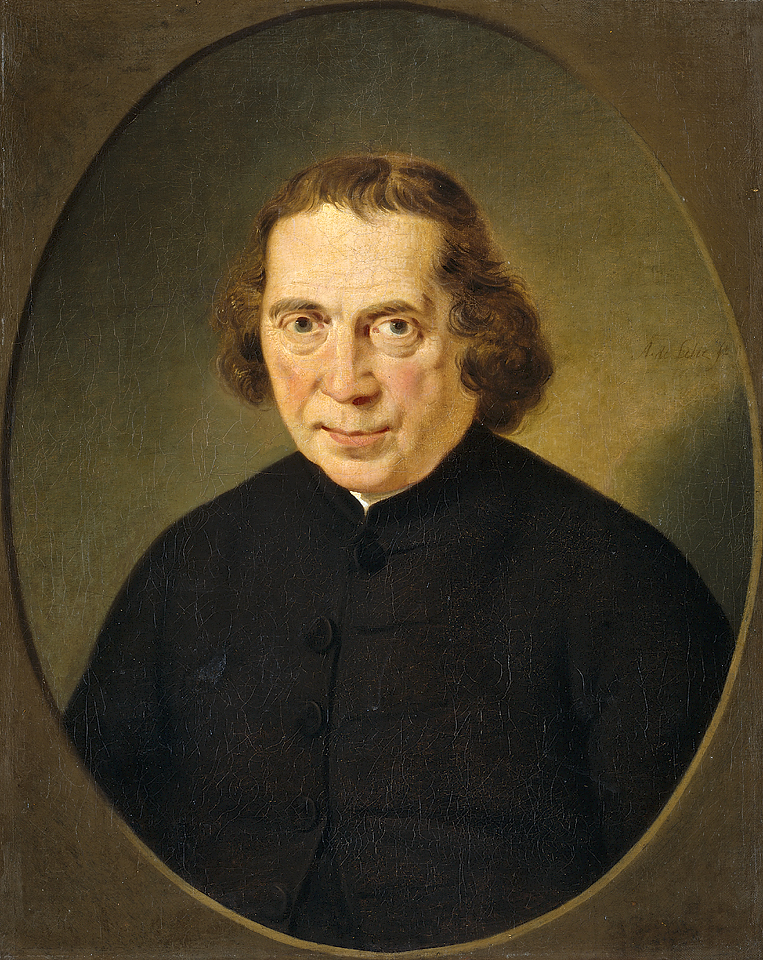
J. Nieuwenhuyzen, geschilderd door Adriaan de Lelie

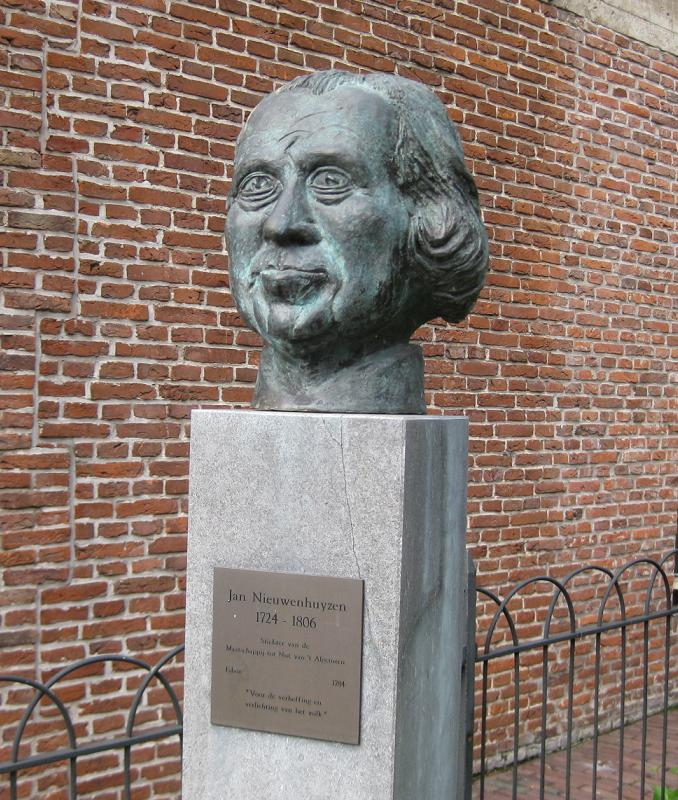
Standbeeld op het Jan Nieuwenhuyzenplein in Edam

Ds. Jan Nieuwenhuyzen (Haarlem, 4 september 1724 - Amsterdam, 24 februari 1806) was een Nederlands doopsgezind predikant, leraar en de oprichter van de Maatschappij tot Nut van 't Algemeen.

## Opleiding en werk
Nieuwenhuyzen was aanvankelijk opgeleid als boekdrukker en werd in 1743 lid van het boekdrukkersgilde in Haarlem. Jaren later koos hij voor een andere richting en volgde een opleiding aan het doopsgezind seminarium in Amsterdam. Zijn drukkerij en boekwinkel verkocht hij in 1758. In 1758 werd hij predikant te Middelharnis. Later zou hij predikant worden in Aardenburg (1763-1771)  en uiteindelijk in Monnickendam (1771-ovl.). In de Grote Kerk van Monnickendam bevindt zich een grafgedenkteken voor Nieuwenhuyzen, gemaakt door Charles en Jean François Sigault. In Edam is er een plein naar hem genoemd.

## Gezin
Nieuwenhuyzen trouwde op 9 mei 1751 met Gezina Wijnalda. Uit het huwelijk kwamen drie kinderen voort, twee zoons en een dochter. Bij zijn dood zou alleen Nieuwenhuyzens dochter Margaretha nog leven.

## Oprichting 't Nut
Nieuwenhuyzen was sterk sociaal betrokken man, getroffen door de idealen van de Verlichting. Dit deed hem in een gespreksgroep een plan te opperen om een genootschap voor volksontwikkeling te stichten. Zijn zoon Martinus Nieuwenhuyzen, geneesheer te Edam, werkte dit plan concreet uit en zo werd op 16 november 1784 in diens woonhuis het "Genoodschap van Konsten en Wetenschappen, onder de zinspreuk: Tot Nut van 't Algemeen" opgericht.
- Biografisch Portaal: 03947356
- Digitale Bibliotheek voor de Nederlandse Letteren: nieu028
- Gemeinsame Normdatei: 1115843109
- International Standard Name Identifier: 0000 0003 9110 4851
- Nederlandse Thesaurus van Auteursnamen: 072811013
- Virtual International Authority File: 284836316
- WorldCat: E39PBJbRkWK4cmbMqFBBKXcwYP